# Francis, le mulet qui parle
Pour plus de détails, voir Fiche technique et Distribution.
Francis, le mulet qui parle (titre original : Francis) est un film américain d'Arthur Lubin sorti en 1950.

## Synopsis
Alors qu'il est en poste en Birmanie, pendant la Seconde Guerre mondiale, l'officier américain Peter Stirling reçoit des renseignements de la part de Francis, son mulet qui parle.

## Fiche technique
- Titre original : Francis
- Réalisation : Arthur Lubin
- Scénario : David Stern d'après son roman
- Directeur de la photographie : Irving Glassberg
- Montage : Milton Carruth
- Musique : Frank Skinner et Walter Scharf (non crédités)
- Costumes : Rosemary Odell
- Production : Robert Arthur
- Genre : Comédie, Film de guerre
- Pays :  États-Unis
- Durée : 91 minutes (1 h 31
- Date de sortie :
  - États-Unis : 8 février 1950
  - France : 1er septembre 1950
- Affiche : Roger Cartier (France)

## Distribution
- Donald O'Connor (VF : Guy Loriquet) : le second-lieutenant Peter Stirling
- Patricia Medina : Maureen Gelder
- Zasu Pitts : Valerie Humpert
- Ray Collins (VF : Raymond Rognoni) : le colonel Hooker
- John McIntire (VF : Jean-Henri Chambois) : le général Stevens
- Eduard Franz (VF : Jean Ozenne) : le colonel Peppler
- Howland Chamberlain (VF : Ulric Guttinguer) : le major Nadel
- James Todd (VF : Jacques Mattler) : le colonel Sanders
- Robert Warwick (VF : Alfred Argus) : le colonel Carmichael
- Frank Faylen : le sergent Chillingbacker
- Tony Curtis : le capitaine Jones (sous le nom d'Anthony Curtis)
- Mikel Conrad : le major Garber
- Loren Tindall : le major Richards
- Charles Meredith (VF : Henry Valbel) : Munroe, le banquier
- Tim Graham (VF : Jacques Bernier) : le lieutenant Bremm
- Harry Harvey (VF : Paul Lalloz) : un journaliste
- Molly (VO : Chill Wills / VF : Georges Hubert) : Francis, le mulet